# Pałac w Kamienniku
Pałac w Kamienniku – pałac znajdujący się w miejscowości Kamiennik przy ulicy Fryderyka Chopina. Został zbudowany w połowie XIX wieku, przebudowany w 1902 roku. W elewację frontową wmurowane są dwie kamienne, późnorenesansowe płyty nagrobne z 1600 roku z postaciami rycerzy. 